# FNIP1
FNIP1‏ (Folliculin interacting protein 1) هوَ بروتين يُشَفر بواسطة جين FNIP1 في الإنسان.